# Nazwy ulic i placów
Nazwy ulic i placów miały pierwotnie charakter topograficzny, to znaczy, że informowały o:
- wyglądzie nazywanego obiektu, np. ulica Długa, Krótka
- kierunku np. Opolska (wiodąca w stronę Opola), Polna (w kierunku pól),
- rodzaju wykonywania czynności, np. Szewska, Garbarska, Łaciarska, Nożownicza,
- stanowisku społecznym i pochodzeniu mieszkańców, jak Poselska, Rybacka, Żydowska,
- funkcji miejsca w osadzie (np. Cmentarna).

Badacze proponują dwie nazwy na określenie tych toponimów – urbanonimy lub plateonimy.
S. Urbańczyk zaznacza, że nazwy starsze powstawały samorzutnie i ucierały się w codziennym życiu osób zamieszkujących daną miejscowość.  Informacje w nich zawarte odnosiły się do cech charakterystycznych dla danych miejsc (np. wygląd), ważnych kierunkach drogowych (orientacja geograficzna) czy wartości, funkcji i znaczeń gospodarczych nazywanych miejsc/obiektów w osadzie dla samych życiu mieszkańców. Dawne nazwy objęte są ochroną prawną, jednak często nie przestrzeganą przez osoby zarządzające gminą, powiatem czy województwem.
Obecnie nazwy ulic i placów są nadawane przez włodarzy gmin, a konkretniej przez rady gmin. Można zauważyć tendencję w stosowaniu nazw pamiątkowe, tzn. służące upamiętnieniu zasłużonych ludzi i ważnych wydarzeń (np. ul. Zygmunta Augusta, ul. 3. Maja.). Nazwy dzielnic to najczęściej nazwy dawnych wsi włączonych do miast np. w Krakowie Krowodrza, albo nowe nazwy pamiątkowe, np. Osiedle Sobieskiego.